# Arabské povstání
Arabské povstání bylo vojenské povstání Arabů proti Osmanské říši během první světové války. Vzpouru s britskou a francouzskou podporou vedl emír Mekky, Husajn ibn Alí al-Hášimí, který 10. června 1916 vyhlásil samostatné království Hidžáz. Cílem povstalců a britského plukovníka a rádce prince Fajsala, Thomase Edwarda Lawrence bylo vytvořit na středním východě jednotný arabský stát. Britové tento záměr v úvodu povstání podpořili dopisem Henry McMahona, komisaře v Egyptě. Po válce a rozpadu Osmanské říše však došlo k rozdělení velké části jejího bývalého území obývaného Araby mezi britské a francouzské mandáty Palestina, Irák a Sýrie a Libanon.

## Galerie

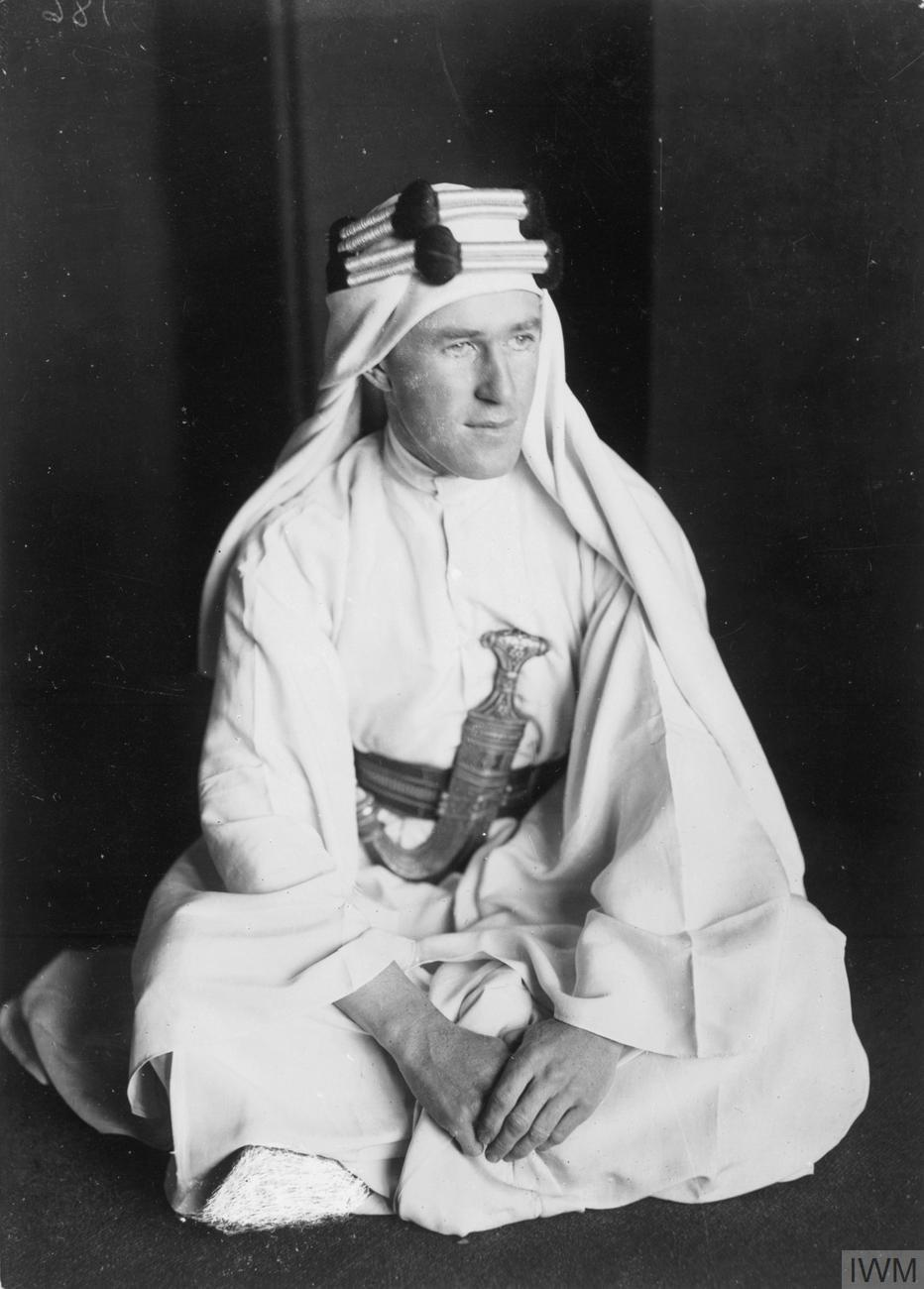
Thomas Edward Lawrence v roce 1918
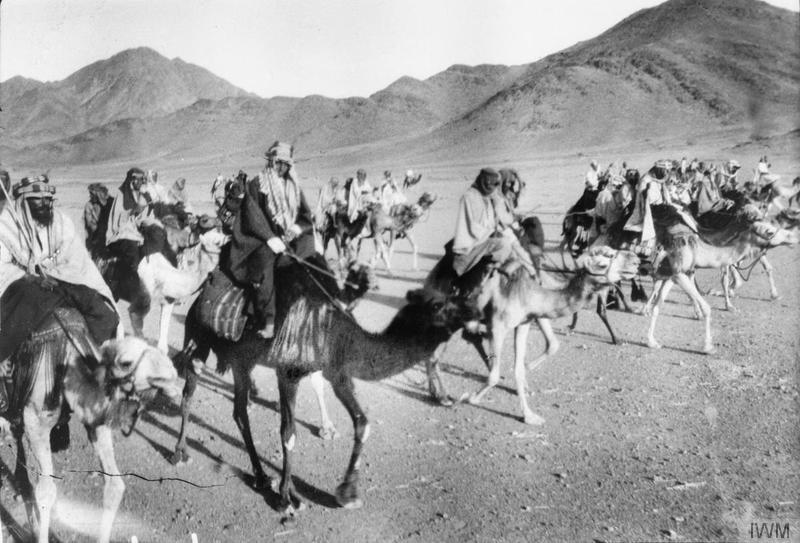
Arabští povstalci v březnu 1917
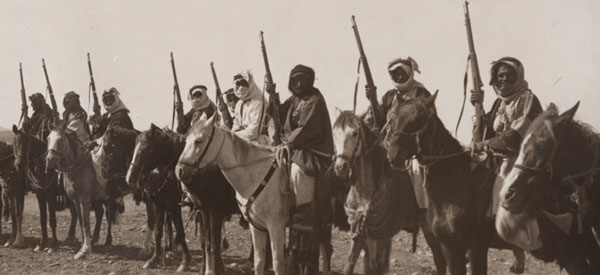
Beduíni během povstání
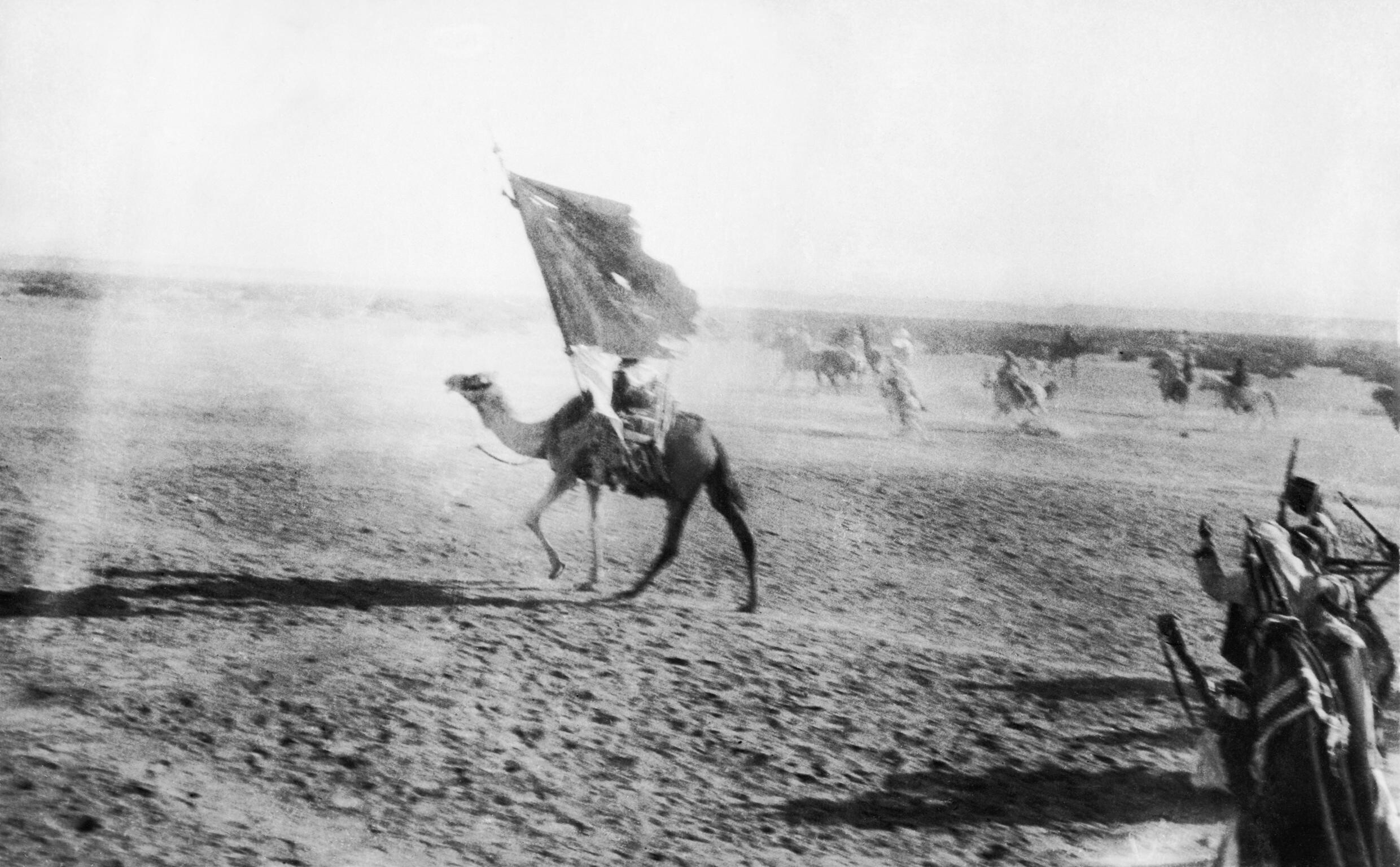
Arabští vojáci při obsazování města Akaba
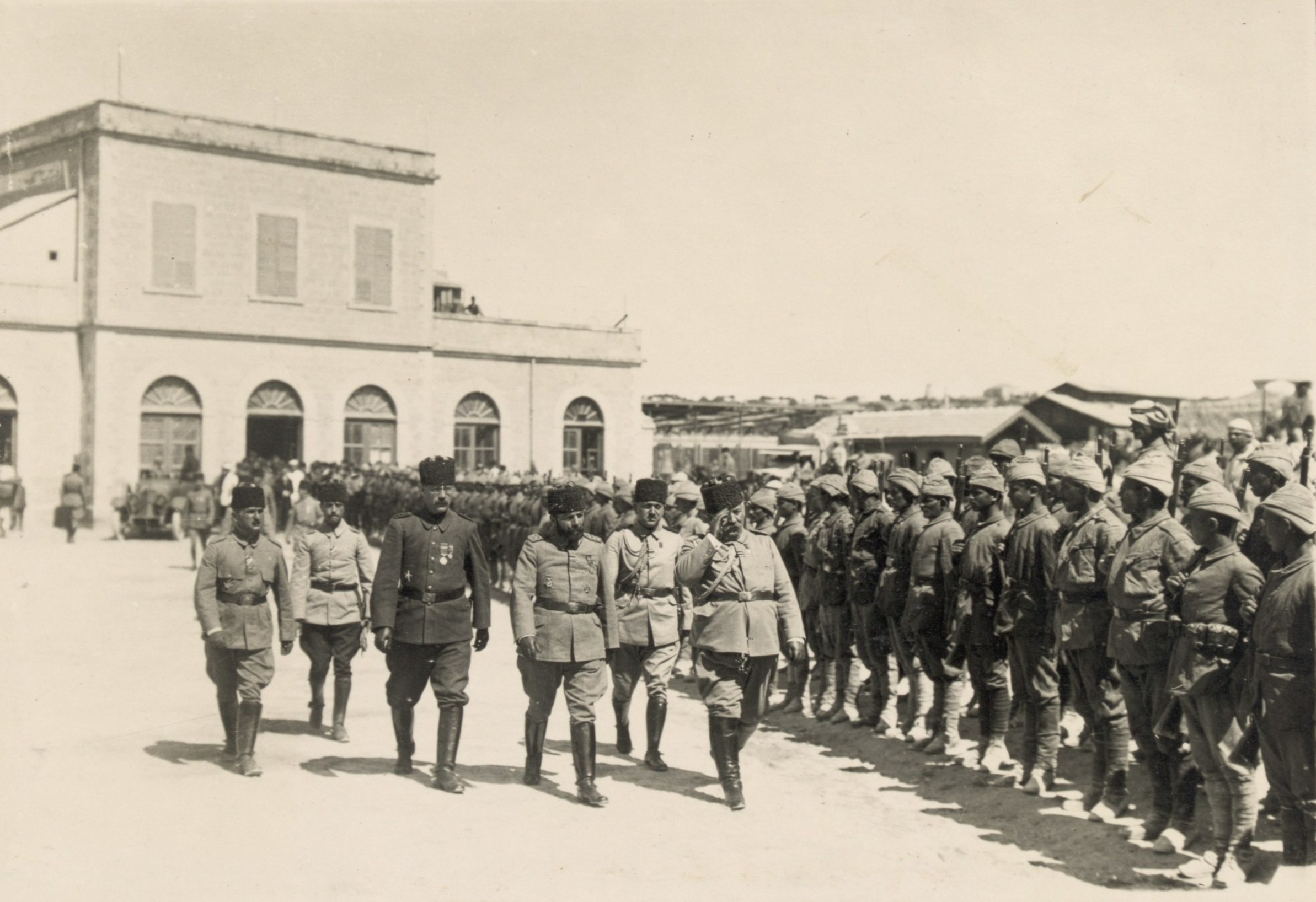
Džamal Paša po příjezdu do Jeruzaléma v dubnu 1917
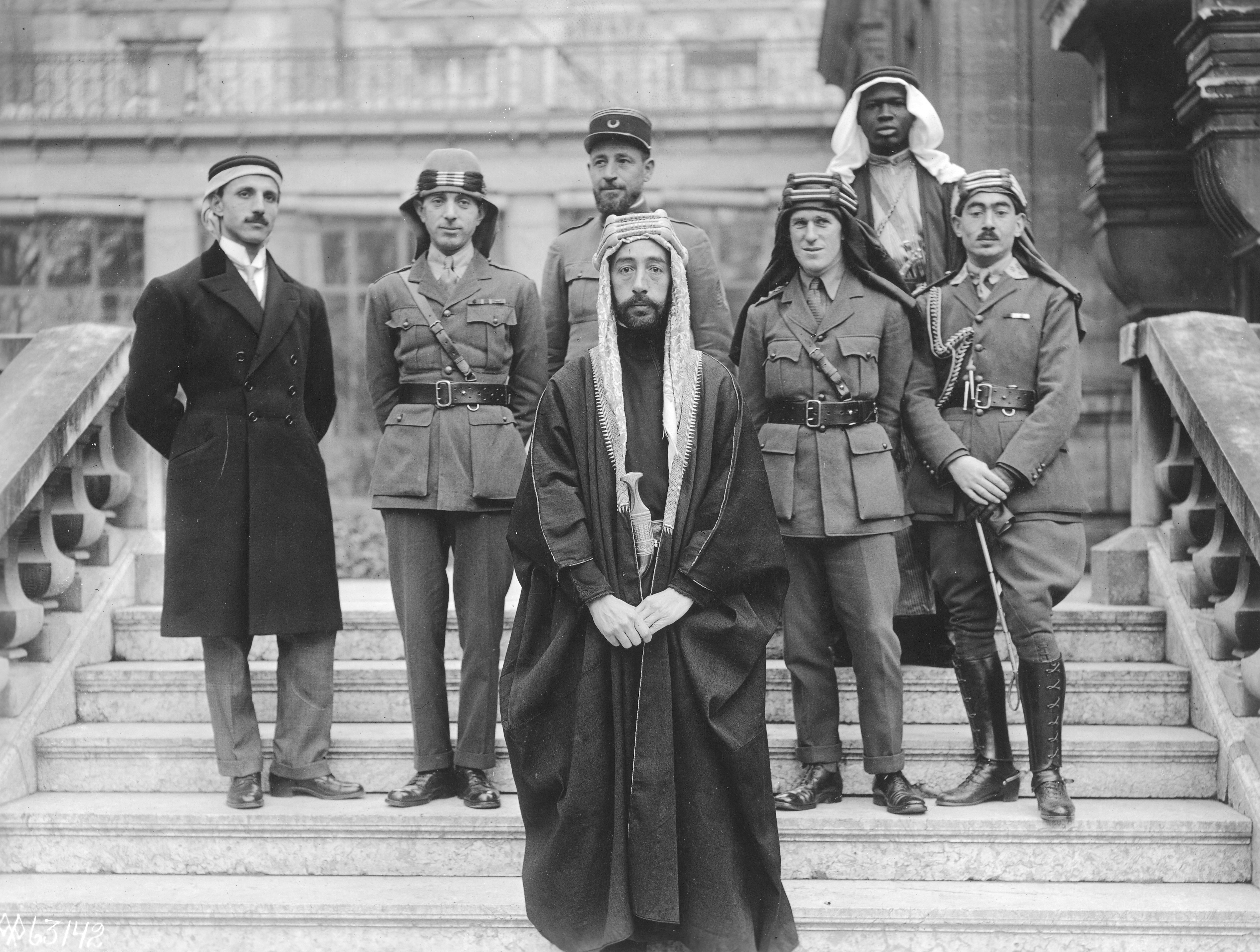
Princ Fajsal v Paříži během mírové konference v roce 1919